# Muffin

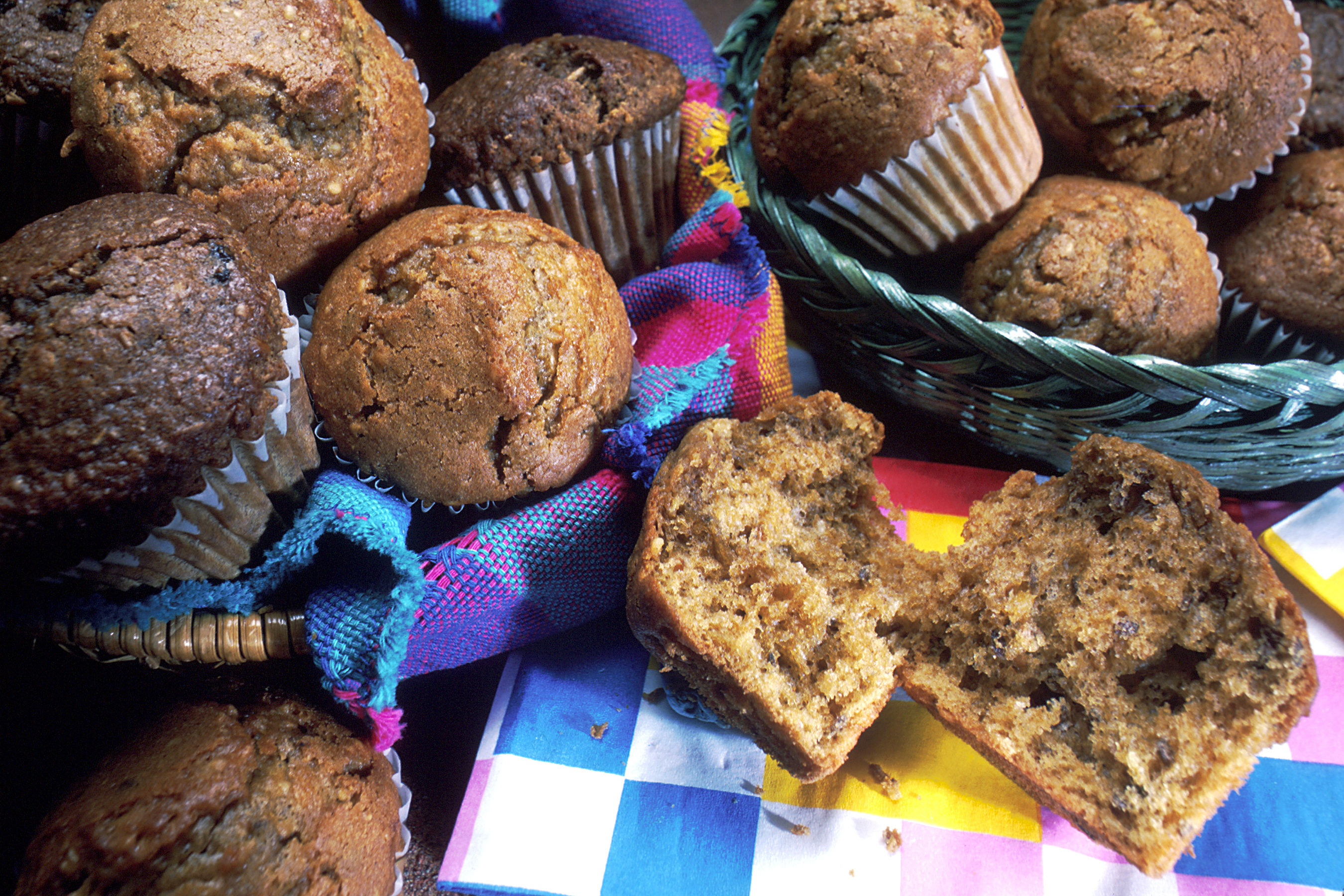
Muffiny

Muffin je druh pečiva menších rozměrů. Tvarově připomíná některé dortíky, není však tak sladký a obecně nemívá polevu. Existují i určité obměny muffinů, například na bázi kukuřičného chleba. Muffin se svými rozměry vejde do dlaně dospělého člověka a je určen ke konzumaci jednou osobou, v rámci jednoho posezení.
V zemích Společenství národů se jako muffin označuje také diskovitý anglický muffin. Protože se v těchto státech prodávají také muffiny amerického typu, může termín „muffin“ označovat kterýkoli z obou typů – konkrétní typ lze zjistit až z kontextu.
Existuje mnoho variant a ochucení muffinů, kterých se dosahuje specifickými přísadami, jako jsou borůvky, čokoládové lupínky, okurky, maliny, skořice, dýně, datle, oříšky, citron, banán, pomeranč, broskev, jahody, ostružiny, mandle nebo mrkev. Muffiny se často jedí k snídani, lze je podávat také ke svačině nebo k jiným příležitostem.

## Typy muffinů

### Anglický muffin

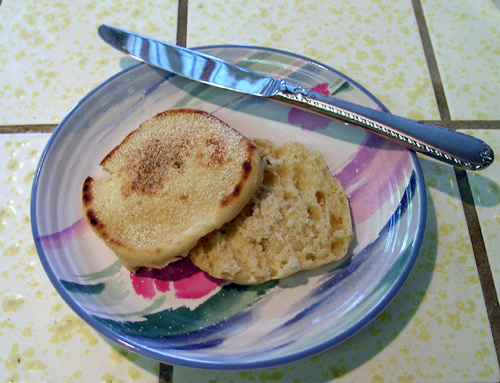
Anglický muffin (rozříznutý na poloviny).

Anglický muffin, který předcházel americkému muffinu, je typ světlého kynutého chleba s kvasnicemi. Obvykle jsou pečeny v plochých, kulatých formách s průměrem kolem 8cm. Standardně se muffiny podávají s máslem, rozdělené na dvě poloviny, mohou však být podávány i studené s horkým nápojem (většinou v kavárnách nebo k večeři), nebo rozkrojené na půl a vyplněny jako sendvič (nejvíce známé jako McMuffin ze snídaňového menu McDonald's). Tradiční muffiny byly pečeny na otevřeném ohni nebo kamnech.

### Kukuřičné muffiny
Muffiny vyrobené z kukuřičné mouky jsou populární hlavně v USA. Ačkoli jsou kukuřičné muffiny v podstatě jen tvarovaný kukuřičný chleba, jsou sladké. Podle typu formy (pánve) můžeme muffiny připravovat například s máslem, nebo s chilli a dušeným masem.

### Košonky (koszonki)
Muffiny, jejichž základem je zejména celozrnná mouka, ovesné otruby, med a další suroviny, lidově řečeno, "co dům dal". Tvarem připomínají malá prasátka. Vzhledem k tomu, že název zřejmě pochází z francouzštiny (cochon), existuje domněnka, že se do Slezska, kde jsou o nich dochovány první písemné záznamy, dostaly z Francie během napoleonských válek. Vzhledem k jednoduchosti přípravy vzrostla jejich obliba a rozšířily se postupně v celém moravskoslezském pomezí.

### Velikonoční muffin
Kromě mazanců, beránků a jidášů se oblíbenými velikonočními pochutinami stávají také velikonoční muffiny. Lze je připravit v mnoha sladkých i slaných variantách. Jako dezerty mohou být plněny krémem a ozdobeny malými čokoládovými vajíčky, slanou variantu lze připravit s pomocí slaniny, špenátu a jarních bylinek podobně jako nádivku.

## Muffinové pohárky
Muffinové pohárky jsou kulaté formy vyrobené z papíru, železa nebo fólie. Jsou pravidelně přehýbané a dávají muffinu správný tvar. Pohárky jsou užitečné při pečení, vkládají se mezi těsto a formu, pro snadnější vyjmutí.

## Výživové hodnoty
Tabulka odpovídá množství živin v borůvkovém muffinu, 1/3 velkého muffinu (Jumbo muffin), 2 mini mufinům (55g).
| Látka                      | Hodnota | Jednotky |
| -------------------------- | ------- | -------- |
| Proteiny                   | 2       | g        |
| Lipidy                     | 8       |          |
| Mastné kyseliny (nasycené) | 2       |          |
| Uhlohydráty                | 22      |          |
| Vláknina                   | 0       |          |
| Sodík                      | 136     | mg       |
| Cholesterol                | 24      |          |